# Camila Alves Souza
Camila Alves Souza (Rio de Janeiro, 27 maggio 1982) è una modella, attrice e conduttrice televisiva brasiliana.
Non va confusa con l'omonima modella Camila Alves, moglie di Matthew McConaughey.
Posa per le riviste Max, Elle, GQ, Glamour fotografata anche da David LaChapelle; per le campagne di Avon, Escada, Triumph, Bruno Magli, Clairol, Christian Dior, Levi's; sfilerà tra gli altri per Giorgio Armani e Carolina Herrera.
Ha recitato per alcune serie TV brasiliane diversi episodi; nel 2002 prende parte al film d'animazione Snow Dogs e nel 2010 al film The Confidant.